# Административно-териториално деление на Югославия
Югославия по време на своето съществуване е била административно-териториално поделяна на:
1. покрайнини
2. области
3. бановини
4. републики с автономни области – за Сърбия

На по-ниско ниво и в рамките на съществували административно-териториални формирования са съществували:
1. окръзи
2. жупании
3. срезове
4. котари
5. общини

## Кралство на сърби, хървати и словенци

### Покрайнини и окръзи
До април 1922 г. Кралството има 7 временни покрайнини:
- Сърбия
  - Северна Сърбия
  - Южна Сърбия
- Черна гора
- Босна и Херцеговина
- Далмация
- Хърватска и Славония (Хърватска, Славония, Междумурие, остров Крък с община Кастав)
- Словения (Словения с Прекомурие)
- Банат, Бачка и Бараня

Със закриването на покрайнините се премахват и съществувалите окръзи, а на тяхно място са създадени области.

### Области
Видовденската конституция от 1921 г. създава от Кралството на сърби, хървати и словенци унитарна държава, в резултат от което от 26 априла 1922 г. са създадени 33 нови административни области около области центрове.
Кралството на сърби, хървати и словенци включва следните области:
| 1. Върбаска област 2. Белградска област 3. Битолска област 4. Бихачка област 5. Валевска област 6. Вранска област 7. Сремска област 8. Дубровнишка област 9. Загребска област 10. Тимошка област 11. Приморско-краишка област | 1. Шумадийска област 2. Крушевачка област 3. Люблянска област 4. Мариборска област 5. Мостарска област 6. Нишка област 7. Бачка област 8. Осиечка област 9. Пожаревачка област 10. Косовска област 11. Сараевска област | 1. Скопска област 2. Подунавска област 3. Сплитска област 4. Травнишка област 5. Тузланска област 6. Моравска област 7. Ужичка област 8. Зетска област 9. Рашка област 10. Подринска област 11. Брегалнишка област |

### Бановини
След атентата в Народната скупщина е суспендирана Видовденската конституция и създадена Интегрална Югославия под името Кралство Югославия, която административно-териториално се дели на бановините:
- Дравска бановина със седалище Любляна (1929 – 1941)
- Бановина Хърватска, със седалище Загреб (1939 – 1941)
  - Савска бановина, със седалище Загреб (1929 – 1939)
  - Приморска бановина, със седалище Сплит (1929 – 1939)
- Върбаска бановина, със седалище Баня Лука (1929 – 1941)
- Дринска бановина, със седалище Сараево (1929 – 1941)
- Зетска бановина, със седалище Цетине (1929 – 1941)
- Дунавска бановина, със седалище Нови Сад (1929 – 1941)
- Моравска бановина, със седалище Ниш (1929 – 1941)
- Вардарска бановина, със седалище Скопие (1929 – 1941)
- Град Белград със Земун и Панчево формира самостоятелна столична административно-териториална единица.

След създаването на самостоятелна Хърватска бановина през 1939 г., към съществувалите Савска и Приморска бановини са придадени и територии от Върбаската, Дринската, Зетската и Дунавската бановини.

## ДФЮ/ФНРЮ/СФРЮ

### Възстановена Югославия като република
По-известната като социалистическа Югославия е поделена на шест републики, които след разпадането на съществувалата федерация в периода 1992 – 2006 г. са самостоятелни държави.

## СРЮ/СЧГ
Сърбия и Черна гора, след войната в Косово, формират крехък съюз, преди референдума за независимост на Черна гора.
Историческите западни български земи са попадали административно в рамките на четири бановини и две съюзни републики.